# Clan Taira
Il clan Taira (平氏?, Taira-uji, lettura kun'yomi) o Heishi (lettura on'yomi dei kanji precedenti), anche Heike (平家? lettura on'yomi per "famiglia Taira"), fu un'importante famiglia discesa dall'Imperatore Kanmu ed imparentata con diversi imperatori giapponesi, che esercitò un considerevole potere in Giappone durante il periodo Heian.

## Storia

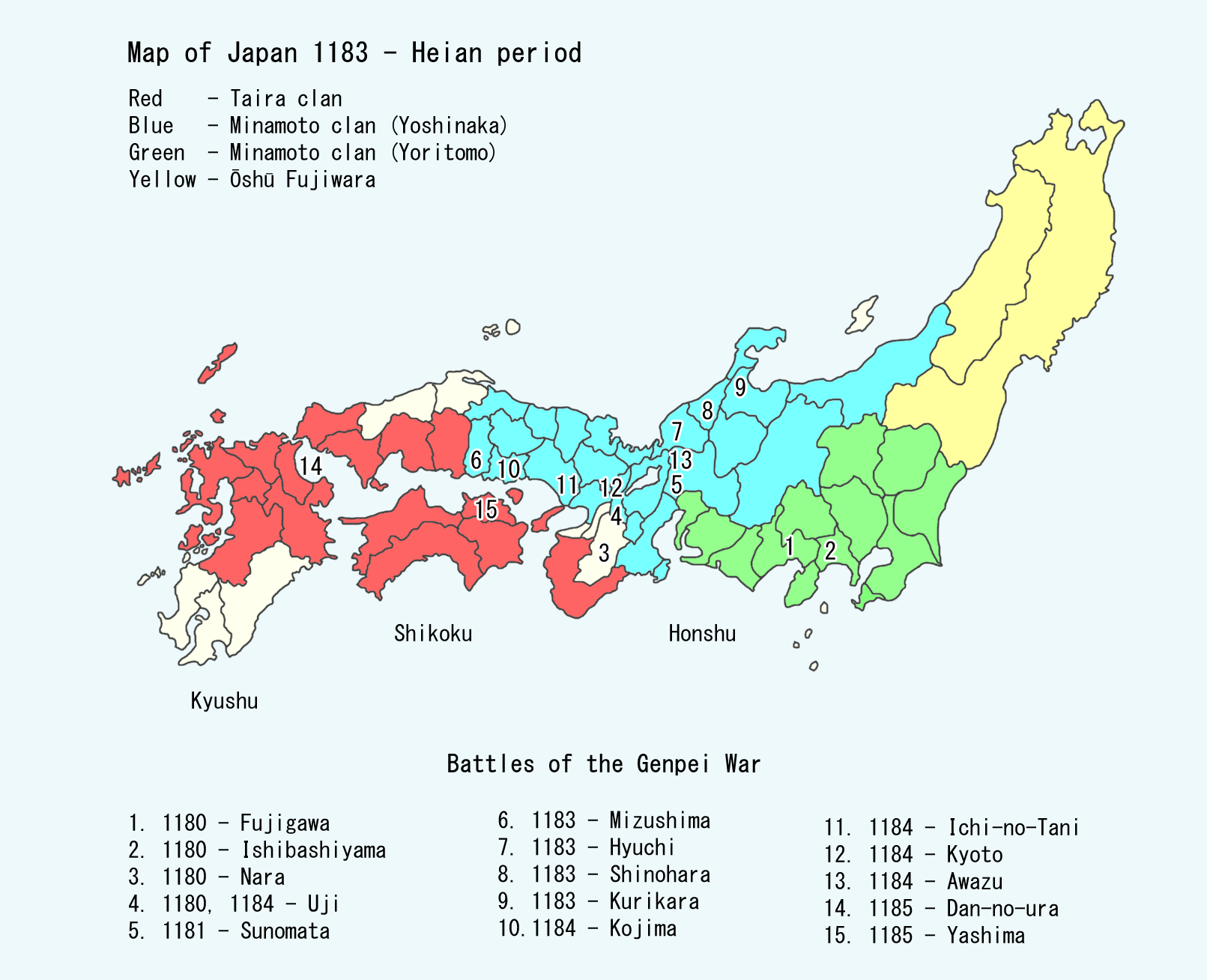
Il dominio del clan Taira in Giappone (1183)

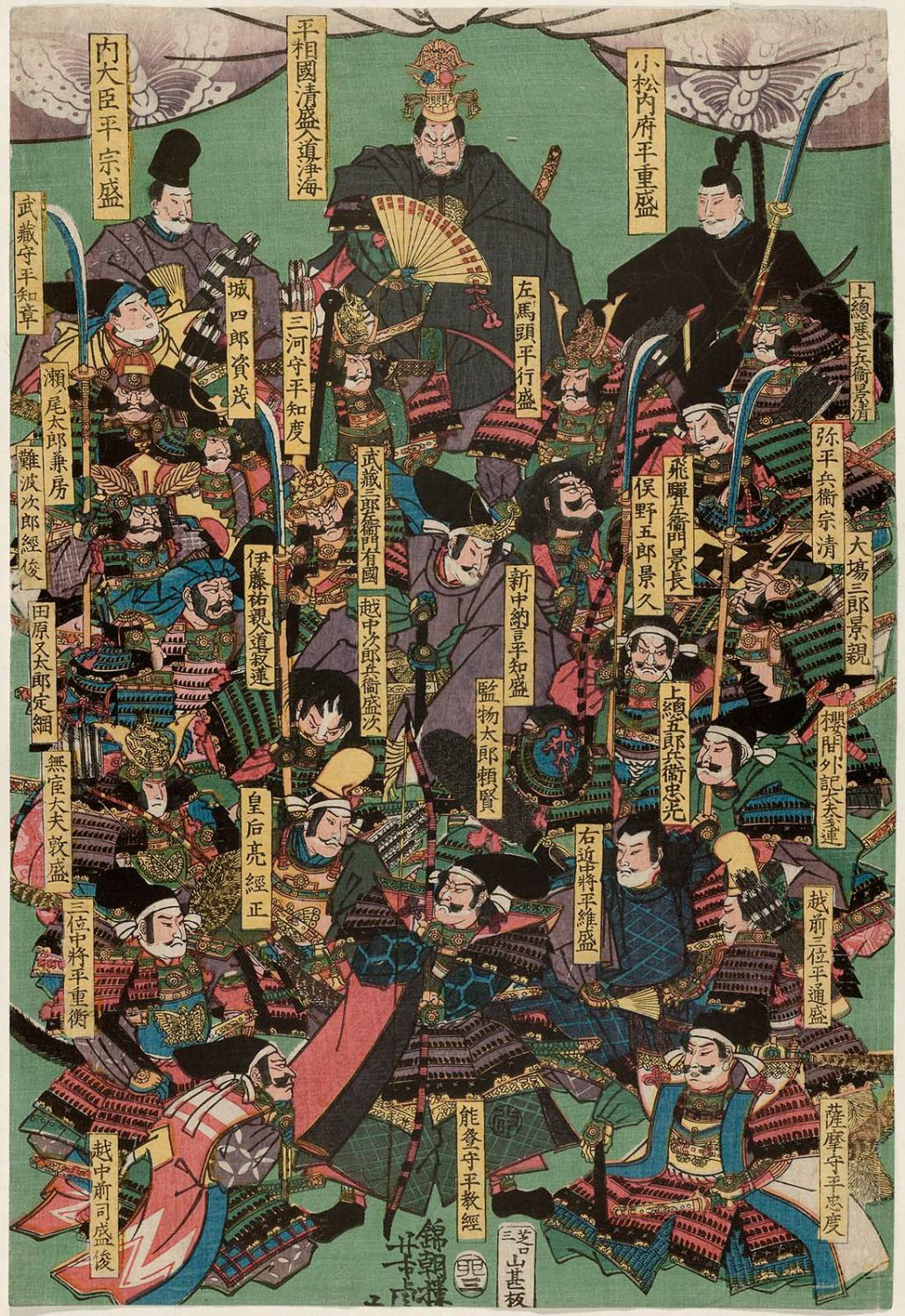
Guerrieri del clan Taira di Utagawa Yoshitora

Il nome del clan nacque come un kabane, titolo onorifico concesso da alcuni imperatori ad alcuni discendenti della famiglia reale che non avevano diritto alla successione. Il primo a ricevere il kabane Taira no Ason fu nell'889 Taira no Takamochi, nipote dell'Imperatore Kanmu, che è così ritenuto il fondatore della linea Kammu Heishi; a questi si aggiunsero i Ninmyō Heishi, i Montoku Heishi e i Kōkō Heishi. In realtà gli stessi Kammu Heishi erano discendenti da due linee, perché Kanmu aveva concesso il titolo anche al suo altro nipote Takamune-ō.
Un pronipote di Takamochi, Taira no Korihira, divenne daimyō della provincia di Ise. Un suo pronipote, Taira no Kiyomori, sostenne l'Imperatore Go-Shirakawa contro l'Imperatore claustrale Sutoku, sostenuto da suo padre Tadamasa, nella ribellione di Hōgen (1156). Pochi anni dopo la sua vittoria si schierò contro il clan Minamoto e al fianco dell'Imperatore Nijō nella ribellione di Heiji (1160); dopo questa vittoria fu nominato Daijō-daijin (gran ministro dello Stato) e il clan Taira divenne il più potente del Giappone.
Sua figlia Tokuno sposò Takakura, 80º imperatore del Giappone (1169-1180). Nel 1180 Kiyomori influenzò così la successione imperiale mettendo sul trono suo nipote Antoku, che era ancora un bambino; questo scatenò la guerra Genpei, della quale Kiyomori non vide la fine, in quanto morì nel 1181, e che il clan nel 1185 perse nella decisiva battaglia di Dan-no-ura. Il potere passò così nelle mani del clan Minamoto e in particolare del suo capo Minamoto no Yoritomo. La storia di questi anni è narrata nello Heike monogatari ("storia della famiglia Taira"), un romanzo epico del XIV secolo.
Sebbene il clan Taira abbia considerevolmente perso di importanza con l'avvento del clan Minamoto, molti clan discendenti dei Kammu Heishi prosperarono; tra questi i clan Hōjō, Chiba e Miura, che essendosi alleati con i Minamoto nella guerra Genpei ottennero posizioni di estremo rilievo nello shogunato Kamakura, e il clan Hatakeyama, che ottenne posizioni di prestigio nello shogunato Ashikaga.

## Albero genealogico
- Kanmu (737-806), 50º imperatore (r. 781-806) della dinastia imperiale del Giappone
  - Katsurabara
    - Takami
- Takamochi, il primo della casata a ricevere il kabane Taira no Ason da cui derivò il cognome del clan

Kunika (+ 935)
- - Sadamori
- Korehira
- Masanori
  - Masahira
- Masamori
- Tadamori (+ 1153)
  - Kiyomori (+ 1181), nominato Daijō-daijin (gran ministro dello Stato)
  - Shigemori (+ 1179)
  - Munemori (+ 1185)
  - Tokuno (+ 1213) = Takakura, 80º imperatore del Giappone (1169-1180)
- Tomomori (+ 1185)
  -     - Norimori (+ 1185)
- Koretoki, capostipite del clan Hōjō